# Theodor Pfingstmann

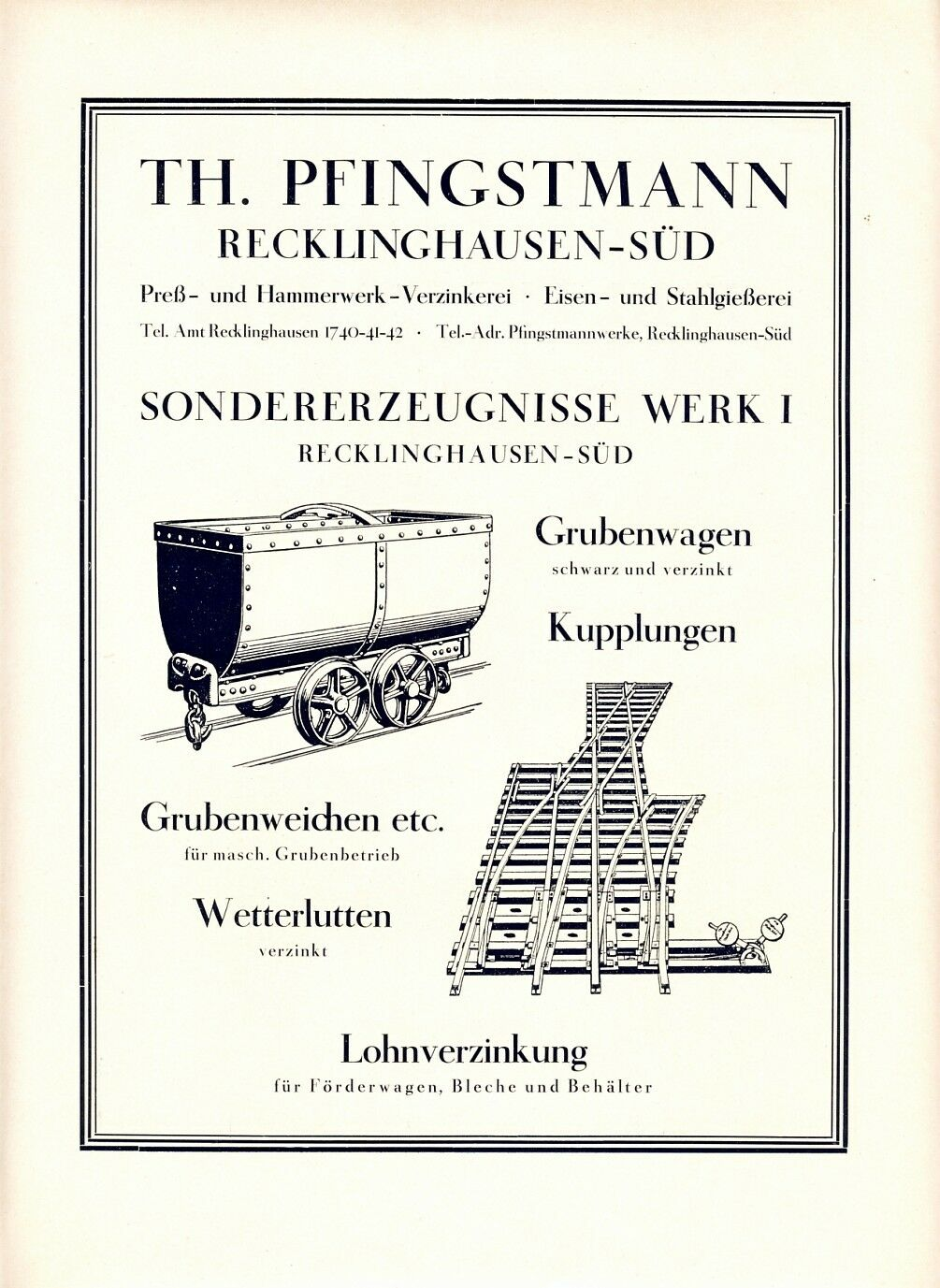
Theodor Pfingstmann, Recklinghausen, Werbeanzeige des Unternehmens, 1923

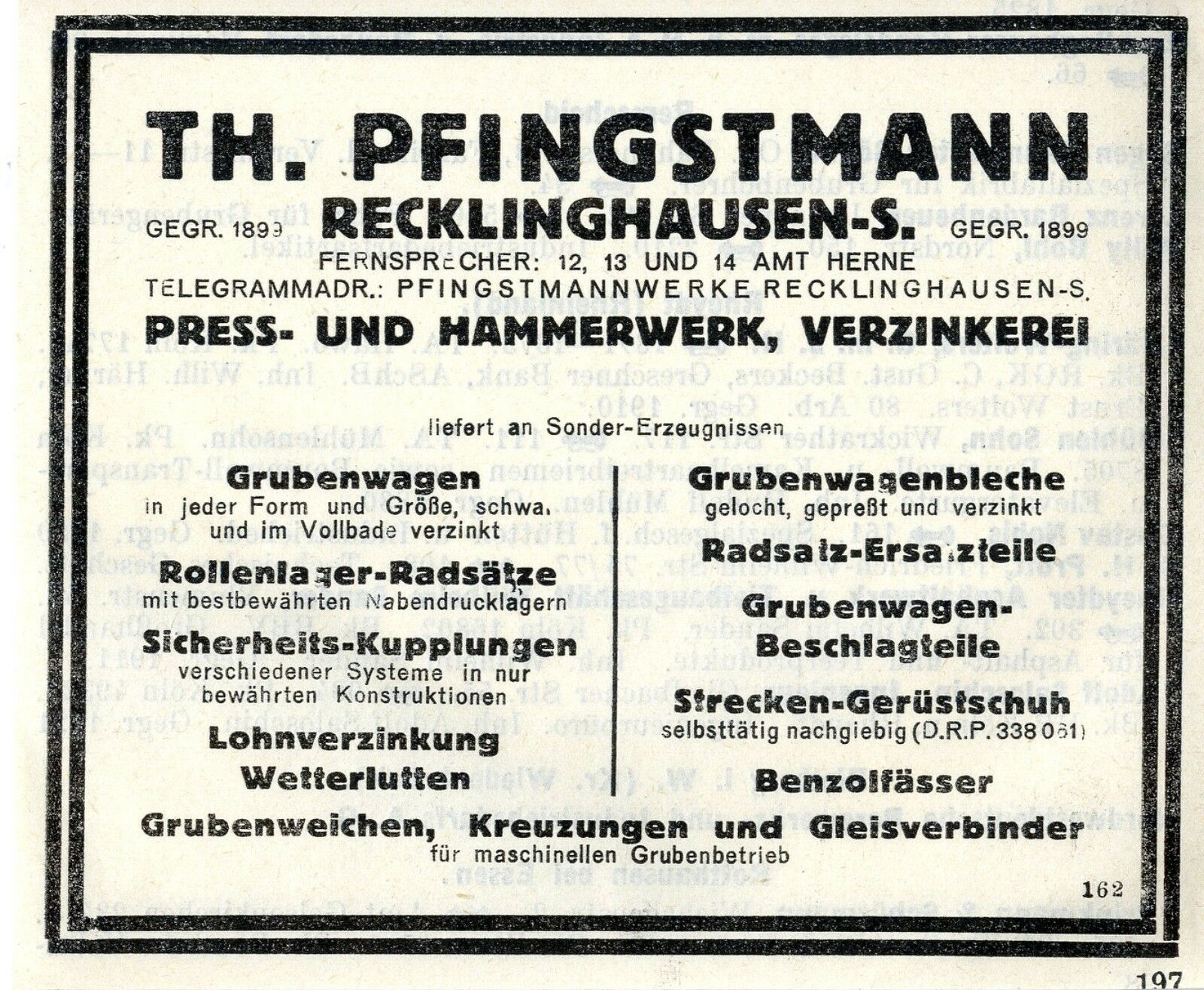
Theodor Pfingstmann, Recklinghausen, Werbeanzeige des Unternehmens, 1925

Theodor Pfingstmann (* 1874; † nach 1929) war ein deutscher Unternehmer.

## Leben und Wirken
Theodor Pfingstmann eröffnete 1899 eine Werkstatt für Eisenkonstruktionen in Ückendorf. Im Jahr 1905 zog das sich vergrößernde Unternehmen in ein neu erbautes Fabrikgebäude nach Crange um. Dort wurden eiserne Förderwagen hergestellt, bis das Unternehmen 1908 nach Recklinghausen zog, wo Theodor Pfingstmann die Fabrik der Hartung, Kuhn & Cie. AG erworben hatte, um dort ausschließlich Bergwerksbedarf herzustellen.
Im Jahr 1921 erwarb Theodor Pfingstmann eine eigene Großverzinkerei und produzierte daraufhin etwa 1000 Förderwagen pro Monat. 1924 erwarb er die Eisen- und Stahlgießerei Köhne & Ricke AG in Lüdinghausen, die fortan als Werk II geführt wurde. Theodor Pfingstmanns Unternehmen wurde am 30. April 1926 in eine Aktiengesellschaft unter der Firma Pfingstmann-Werke AG umgewandelt, das Aktienkapital betrug zunächst 800.000 Reichsmark. Pfingstmann setzte sich 1930 zur Ruhe, Hauptaktionär und Aufsichtsratsvorsitzender war nun der Gelsenkirchener Unternehmer Ernst Bischoff (1874–1933). 1938 wurde es unter der Firma Bischoff-Werke in eine Kommanditgesellschaft umgewandelt.